# Ekaterina Kardakova
Ekaterina Michajlovna Kardakova (in russo Екатерина Михайловна Кардакова?; Novosibirsk, 1º dicembre 1968) è un'ex cestista russa, fino al 1991 sovietica.

## Carriera
Con la Russia ha disputato i Campionati europei del 1993.